# Lazar Anić
Lazar Anić (serbisch-kyrillisch Лазар Анић, * 14. Dezember 1991) ist ein serbischer Leichtathlet, der sich auf den Weitsprung spezialisiert hat.

## Sportliche Laufbahn
Erste internationale Erfahrungen sammelte Lazar Anić im Jahr 2012, als er bei den Balkan-Meisterschaften in Sliwen im Dreisprung mit einer Weite von 15,08 m den sechsten Platz belegte. 2013 belegte er bei den Balkan-Meisterschaften in Pitești mit 7,13 m den neunten Platz im Weitsprung und im Jahr darauf gewann er bei den Balkan-Hallenmeisterschaften in Istanbul mit 7,55 m die Silbermedaille. 2016 siegte er bei den Balkan-Hallenmeisterschaften ebendort mit einem Sprung auf 7,80 m und erreichte anschließend bei den Europameisterschaften in Amsterdam mit 7,63 m Rang zehn. Im Jahr darauf belegte er bei den Halleneuropameisterschaften in Belgrad mit 7,90 m den sechsten Platz und anschließend siegte er bei den Balkan-Meisterschaften in Novi Pazar mit 7,94 m, ehe er bei den Weltmeisterschaften in London mit 7,71 m in der Qualifikation ausschied. 2019 gewann er bei den Balkan-Meisterschaften in Prawez mit 7,88 m die Bronzemedaille und im Jahr darauf belegte er bei den Balkan-Hallenmeisterschaften in Istanbul mit 7,65 m den vierten Platz, ehe er bei den Freiluftmeisterschaften in Cluj-Napoca mit 7,74 m die Bronzemedaille gewann. 2021 wurde er dann bei den Balkan-Hallenmeisterschaften mit 7,53 m Fünfter und kurz darauf erreichte er bei den Halleneuropameisterschaften in Toruń mit 7,81 m Rang sechs. Ende Juni gewann er bei den Balkan-Meisterschaften in Smederevo mit 7,91 m die Bronzemedaille. Im Jahr darauf verpasste er bei den Hallenweltmeisterschaften in Belgrad mit 7,92 m den Finaleinzug und im Juli gewann er bei den Mittelmeerspielen in Oran mit 7,83 m die Silbermedaille hinter dem Franzosen Augustin Bey. Anschließend gelangte er bei den Europameisterschaften in München mit 7,37 m auf den elften Platz.
2023 wurde er bei den Halleneuropameisterschaften in Istanbul mit 7,48 m Achter und gewann dann im Juli bei den Balkan-Meisterschaften in Kraljevo mit 7,78 m die Silbermedaille hinter seinem Landsmann Strahinja Jovančević. Im Jahr darauf belegte er bei den Balkan-Meisterschaften in Izmir mit 7,79 m den vierten Platz. Kurz darauf verpasste er bei den Europameisterschaften in Rom mit 7,88 m den Finaleinzug.
In den Jahren 2012, von 2015 bis 2017 sowie 2019, 2021 und 2022 wurde Anić serbischer Meister im Weitsprung im Freien sowie 2015 auch im Dreisprung. In der Halle siegte er von 2015 bis 2017 sowie von 2021 bis 2023 im Weitsprung.

## Persönliche Bestleistungen
- Weitsprung: 8,15 m (+2,0 m/s), 27. Mai 2017 in Slovenska Bistrica
- Dreisprung: 15,24 m (−0,4 m/s), 26. Juli 2015 in Sremska Mitrovica